# 세인트레지스 발리 리조트
세인트레지스 발리 리조트(St. Regis Bali Resort)는 1999년에 런치 된 럭셔리 브랜드 스타우드 호텔 &리조트 그룹의 하나이다. 세인트레지스 발리는 인도네시아, 발리 남쪽 누사두아에 위치하며, 2008년 9월 15일 123개의 스위트와 빌라로 9헥타르 규모의 대지에 오픈하였다.
세인트레지스 발리 리조트는 2011년 월드 트레블 어워드에서 아시아의 대표적인 럭셔리 리조트로 수상경력이 있다.

## 스위트 & 프리미엄 스위트
- 58 세인트레지스 스위트 : 스위트 규모 92sqm, 46 더블룸, 12트윈룸, 12커넥팅룸
- 3 세인트레지스 스카이 가든 스위트 : 스위트 규모 123sqm,  3 더블룸
- 3 세인트레지스 오션뷰 스위트 : 스위트 규모 92sqm, 3 더블룸
- 14 세인트레지스 풀 스위트 : 스위트 규모 189sqm, 11더블룸, 3트윈룸, 3커넥팅룸
- 1 오치드 스위트 :  스위트 규모 237.5sqm, 1더블룸
- 1릴리움 스위트 : 스위트 규모 237.5sqm, 1더블룸
- 1 그랜드 아스토어 스위트 : 518sqm,  2베드룸(1더블룸, 1트윈룸)

## 빌라 & 레지던스
- 9가드니아 빌라 : 빌라 규모 411sqm, 9더블룸
- 11 세인트 레지스 라군 빌라(1베드룸) : 빌라 규모 371sqm, 11더블룸
- 11 세인트 레지스 라군 빌라 (2베드룸) :  빌라 규모 436sqm, 11 더블룸, 11트윈룸
- 10 스트랜드 빌라 : 빌라 규모 604sqm, 10더블룸
- 1 스트랜드 레지던스 : 빌라 규모 966sqm, 3베드룸(2더블룸,  1트윈룸)

## 미팅 그리고 이벤트
- 존 제이콥IV : 규모38 sqm/409 sq ft
- 뉴포트 : 규모19 sqm/205sq ft
- 아스토어A : 규모180 sqm/1938 sq ft
- 아스토어 B : 규모110 sqm/1184 sq ft
- 아스토어 볼룸 : 규모290 sqm/3122 sq ft
- 아스토어 포이어 : 규모370 sqm/3982 sq ft
- 클라우드 나인 테라스 : 규모300.82sqm/3238 sq ft
- 엠피티에터 : 규모345 sqm/3713 sq ft
- 총 미팅 공간 527 sqm, 527sqm(5,670 sq ft)

## 웨딩
- 클라우드 나인 채플 : 규모43 sqm/465 sq ft
- 엠피티에터 : 규모345 sqm/3713 sq ft
- 해변

## 레스토랑 & 바
- 카유푸티 : 아시아 고급 요리
- 보네카 : 인터네셔널 요리 그리고 컨티넨탈
- 둘랑 : 인도네시아 요리
- 고망델리: 비스트로 & 스위트
- 킹홀 : 에프터눈 티 샴페인 아워
- 비스타 바 : 인도양을 바라보며 즐기는 시그네쳐 칵테일

## 기타 시설
- 피트니스 센터
- 레메데 스파
- 라군 수영장과 메인 수영장
- 어린이 학습 센터
- 무료 인터넷